# Kitty Tham
Kitty Charlotte Collan Tham, född 3 januari 1921 i Finland, död 26 december 2008 i Lund, var en finländsk-svensk målare, tecknare, grafiker och textilkonstnär.
Hon var dotter till bruksdisponenten EJ Collan och Ellen Littow och från 1946 gift med Sebastian Tham. Hon studerade vid Finlands konstakademis skola i Helsingfors 1944–1945 och som hospiterande elev vid Kungliga konsthögskolan i Stockholm 1945–1946 och vid Otte Skölds målarskola 1947 samt för Johnny Friedlaender i Paris 1952. Separat ställde hon ut ett flertal gånger i Strängnäs och på Galerie S:t Nikolaus i Stockholm. Hon medverkade i Nationalmuseums utställning Unga tecknare några gånger på 1950-talet och flera utställningar med provinsiell konst i Strängnäs. Hennes konst består av landskapstolkningar från Sörmland, Danmark och den svenska västkusten utförda i akvarell, olja och pastell teckningar i blyerts, kol och tusch. Som konstnär använder hon sitt flicknamn Collan som signatur.  